# 小野市村
小野市村（おのいちむら）は、大分県南海部郡にあった村。現在の佐伯市の一部にあたる。

## 地理
北川の上流域に位置していた。

## 歴史
- 1889年（明治22年）4月1日、町村制の施行により、大野郡小野市村、南田原村、木浦内村、木浦鉱山が合併して村制施行し、小野市村が発足[1][2]。旧村名を継承した小野市、南田原、木浦内、木浦鉱山の4大字を編成[2]。
- 1950年（昭和25年）1月1日、所属郡が南海部郡に変更[1][2]。
- 1955年（昭和30年）3月31日、南海部郡重岡村と合併し、宇目村を新設して廃止された[1][2]。

## 産業
- 農業